# أنجيلا بايرون
أنجيلا بايرون (بالإنجليزية: Angela Byron)‏ هي مهندسة أمريكية، ولدت في 1977 في روشستر في الولايات المتحدة.